# Ryō Hirakawa
Ryō Hirakawa (jap. 平川亮 Hirakawa Ryō; ur. 7 marca 1994 w Kure) – japoński kierowca wyścigowy.

## Kariera
Po zakończeniu działalności w kartingu Hirakawa zadebiutował w serii wyścigów samochodów jednomiejscowych – Japońskiej Formule Challenge. Będąc dwukrotnie na podium, zmagania zakończył na 6. miejscu. Hirakawa wziął udział także w dwóch ostatnich rundach sezonu Formuły BMW Pacyfiku, na torze Okayama oraz Guia Circuit w Makau. Najwyżej dojechał w drugim starcie, plasując się na czwartej lokacie. Nie był jednak liczony do klasyfikacji generalnej, ponieważ nie posiadał licencji.
W sezonie 2011 kontynuował starty w Formule Challenge. Japończyk prezentował równą formę, dojeżdżając w 10 z 13 wyścigów w pierwszej trójce, raz przy tym stając na najwyższym stopniu. Ostatecznie wywalczył tytuł wicemistrzowski ze stratą pięciu punktów do triumfatora serii.
W 2012 roku awansował do Japońskiej Formuły 3, gdzie już w pierwszym podejściu sięgnął po mistrzostwo.
W sezonie 2025 został ogłoszony rezerwowym kierowcą Alpine , a w ramach kontraktu wystartuje w FP1 do Grand Prix Japonii.

## Wyniki

### 24h Le Mans
| Rok  | Zespół                | Partnerzy                       | Samochód            | Klasa    | Okr. | Poz. | Poz. kl. | Źródło |
| ---- | --------------------- | ------------------------------- | ------------------- | -------- | ---- | ---- | -------- | ------ |
| 2016 | Thiriet by TDS Racing | Mathias Beche Pierre Thiriet    | Oreca 05-Nissan     | LMP2     | 241  | NU   | NU       | [ 2 ]  |
| 2017 | G-Drive Racing        | Memo Rojas José Gutiérrez       | Oreca 07-Gibson     | LMP2     | 327  | 39   | 17       | [ 3 ]  |
| 2022 | Toyota Gazoo Racing   | Sébastien Buemi Brendon Hartley | Toyota GR010 Hybrid | Hypercar | 380  | 1    | 1        | [ 4 ]  |

### FIA World Endurance Championship
| Rok  | Zespół              | Klasa    | Samochód            | Silnik                       | Wyniki w poszczególnych rundach | Wyniki w poszczególnych rundach | Wyniki w poszczególnych rundach | Wyniki w poszczególnych rundach | Wyniki w poszczególnych rundach | Wyniki w poszczególnych rundach | Wyniki w poszczególnych rundach | Pozycja | Punkty | Źródło |
| ---- | ------------------- | -------- | ------------------- | ---------------------------- | ------------------------------- | ------------------------------- | ------------------------------- | ------------------------------- | ------------------------------- | ------------------------------- | ------------------------------- | ------- | ------ | ------ |
| 2022 | Toyota Gazoo Racing | Hypercar | Toyota GR010 Hybrid | Toyota 3.5 L Turbo V6 Hybrid | SEB                             | SPA                             | LMS                             | MNZ                             | FUJ                             | BHR                             |                                 | 1       | 149    | [ 5 ]  |
| 2022 | Toyota Gazoo Racing | Hypercar | Toyota GR010 Hybrid | Toyota 3.5 L Turbo V6 Hybrid | 2                               | NU                              | 1                               | 2                               | 1                               | 2                               |                                 | 1       | 149    | [ 5 ]  |
| 2023 | Toyota Gazoo Racing | Hypercar | Toyota GR010 Hybrid | Toyota 3.5 L Turbo V6 Hybrid | SEB                             | POR                             | SPA                             | LMS                             | MNZ                             | FUJ                             | BHR                             | 1*      | 107*   | [ 6 ]  |
| 2023 | Toyota Gazoo Racing | Hypercar | Toyota GR010 Hybrid | Toyota 3.5 L Turbo V6 Hybrid | 2                               | 1                               | 2                               | 2                               |                                 |                                 |                                 | 1*      | 107*   | [ 6 ]  |

### Super Formula
| Legenda oznaczeń w tabelach wyników Wyświetl szablon na nowej stronie | Legenda oznaczeń w tabelach wyników Wyświetl szablon na nowej stronie                                                                     |
| Oznaczenie                                                            | Wyjaśnienie |
| --------------------------------------------------------------------- | --- |
| Złoty                                                                 | Zwycięzca lub mistrzostwo |
| Srebrny                                                               | 2. miejsce lub wicemistrzostwo |
| Brązowy                                                               | 3. miejsce lub II wicemistrzostwo |
| Zielony                                                               | Ukończył, punktował (w klasyfikacji generalnej, gdy zdobył co najmniej jeden punkt na przestrzeni sezonu, poza trzema powyższymi opcjami) |
| Niebieski                                                             | Ukończył, nie punktował (w klasyfikacji generalnej, gdy nie zdobył co najmniej jednego punktu na przestrzeni sezonu)                      |
| Czerwony                                                              | Nie zakwalifikował się (NZ) |
| Czerwony                                                              | Nie prekwalifikował się (NPK) |
| Różowy                                                                | Nie ukończył (NU) |
| Różowy                                                                | Niesklasyfikowany (NS) (w klasyfikacji generalnej, gdy nie został sklasyfikowany w żadnym wyścigu sezonu)                                 |
| Czarny                                                                | Zdyskwalifikowany (DK) |
| Czarny                                                                | Wykluczony (WYK/EX) |
| Biały                                                                 | Nie wystartował (NW) |
| Biały                                                                 | Kontuzjowany (K/INJ) |
| Biały                                                                 | Wyścig odwołany (OD/C) |
| Bez koloru                                                            | Został wycofany (WYC/WD) |
| Bez koloru                                                            | Nie przybył (NP/DNA) |
| Bez koloru                                                            | Nie brał udziału w treningach (NT/DNP) |
| Bez koloru                                                            | Nie został zgłoszony (–) |
| Pogrubienie                                                           | Start z pole position |
| Kursywa                                                               | Najszybsze okrążenie wyścigu |
| †                                                                     | Nie ukończył, ale jego rezultat został zaliczony ze względu na przejechanie więcej niż 90% dystansu wyścigu.                              |
| *                                                                     | Sezon w trakcie |
| 1/2/3                                                                 | Punktowana pozycja w sprincie kwalifikacyjnym                                                                                             |
| Lista systemów punktacji Formuły 1                                    | |

| Rok  | Zespół                    | Wyniki w poszczególnych eliminacjach | Wyniki w poszczególnych eliminacjach | Wyniki w poszczególnych eliminacjach | Wyniki w poszczególnych eliminacjach | Wyniki w poszczególnych eliminacjach | Wyniki w poszczególnych eliminacjach | Wyniki w poszczególnych eliminacjach | Wyniki w poszczególnych eliminacjach | Wyniki w poszczególnych eliminacjach | Wyniki w poszczególnych eliminacjach | Punkty | Pozycja |
| ---- | ------------------------- | ------------------------------------ | ------------------------------------ | ------------------------------------ | ------------------------------------ | ------------------------------------ | ------------------------------------ | ------------------------------------ | ------------------------------------ | ------------------------------------ | ------------------------------------ | ------ | ------- |
| 2013 | Kygnus Sunoco Team LeMans | SZU                                  | AUT                                  | FUJ                                  | MOT                                  | SUG                                  | SZU                                  | SZU                                  |                                      |                                      |                                      | 9      | 11      |
| 2013 | Kygnus Sunoco Team LeMans | 8                                    | 7                                    | 11                                   | 7                                    | NU                                   | 6                                    | 4                                    |                                      |                                      |                                      | 9      | 11      |
| 2014 | Kygnus Sunoco Team LeMans | SZU                                  | FUJ                                  | FUJ                                  | FUJ                                  | MOT                                  | AUT                                  | SUG                                  | SZU                                  | SZU                                  |                                      | 16,5   | 8       |
| 2014 | Kygnus Sunoco Team LeMans | 4                                    | NU                                   | 8                                    | 2                                    | 10                                   | 13                                   | 8                                    | 16                                   | 5                                    |                                      | 16,5   | 8       |
| 2015 | Kygnus Sunoco Team LeMans | SZU                                  | OKA                                  | FUJ                                  | MOT                                  | AUT                                  | SUG                                  | SZU                                  | SZU                                  |                                      |                                      | 13     | 8       |
| 2015 | Kygnus Sunoco Team LeMans | 12                                   | 9                                    | 6                                    | 7                                    | 4                                    | 8                                    | 10                                   | 5                                    |                                      |                                      | 13     | 8       |
| 2018 | Itochu Enex Team Impul    | SZU                                  | AUT                                  | SUG                                  | FUJ                                  | MOT                                  | OKA‡                                 | SZU                                  |                                      |                                      |                                      | 17     | 5       |
| 2018 | Itochu Enex Team Impul    | NU                                   | OD                                   | 9                                    | 4                                    | 2                                    | 3                                    | NU                                   |                                      |                                      |                                      | 17     | 5       |
| 2019 | Itochu Enex Team Impul    | SZU                                  | AUT                                  | SUG                                  | FUJ                                  | MOT                                  | OKA                                  | SZU                                  |                                      |                                      |                                      | 12     | 10      |
| 2019 | Itochu Enex Team Impul    | NU                                   | 14                                   | 11                                   | 12                                   | 1                                    | 12                                   | 8                                    |                                      |                                      |                                      | 12     | 10      |
| 2020 | Itochu Enex Team Impul    | MOT                                  | OKA                                  | SUG                                  | AUT                                  | SZU                                  | SZU                                  | FUJ                                  |                                      |                                      |                                      | 60     | 2       |
| 2020 | Itochu Enex Team Impul    | 1                                    | 4                                    | 2                                    | 12                                   | NU                                   | 7                                    | 6                                    |                                      |                                      |                                      | 60     | 2       |
| 2021 | Carenex Team Impul        | FUJ                                  | SZU                                  | AUT‡                                 | SUG                                  | MOT                                  | MOT                                  | SZU                                  |                                      |                                      |                                      | 46     | 4       |
| 2021 | Carenex Team Impul        | 4                                    | 2                                    | NU                                   | –                                    | 4                                    | NU                                   | 2                                    |                                      |                                      |                                      | 46     | 4       |
| 2022 | Carenex Team Impul        | FUJ                                  | FUJ                                  | SZU                                  | AUT                                  | SUG                                  | FUJ                                  | MOT                                  | MOT                                  | SZU                                  | SZU                                  | 87     | 3       |
| 2022 | Carenex Team Impul        | 1                                    | 2                                    | 7                                    | 1                                    | 7                                    | NU                                   | NU                                   | 2                                    | 9                                    | 5                                    | 87     | 3       |
| 2023 | Itochu Enex Team Impul    | FUJ                                  | FUJ                                  | SZU                                  | AUT                                  | SUG                                  | FUJ                                  | MOT                                  | SZU                                  | SZU                                  |                                      | 11*    | 5*      |
| 2023 | Itochu Enex Team Impul    | 3                                    | 21†                                  |                                      |                                      |                                      |                                      |                                      |                                      |                                      |                                      | 11*    | 5*      |

* – Sezon w trakcie.

‡ - Przyznano połowę punktów, gdyż zostało przejechane mniej niż 75% wyścigu.